# M-42 45mm対戦車砲

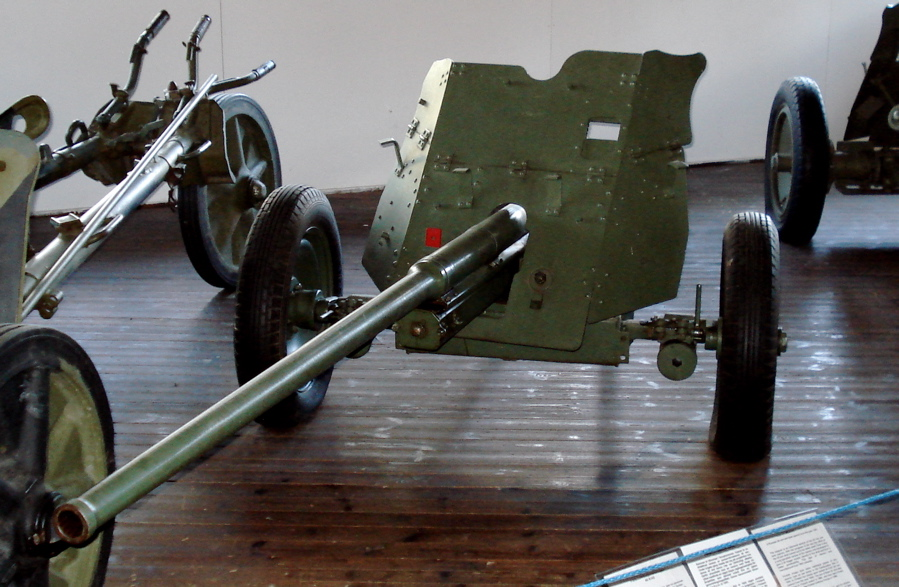
M-42 45mm対戦車砲

M1942 45mm対戦車砲(M-42)（ロシア語: 45-мм противотанковая пушка образца 1942 года (М-42)）とは、第二次世界大戦中にソビエト連邦が開発した対戦車砲である。GRAUコードは52-П-243С。

## 概要
大祖国戦争序盤において、これまでの53-K 45mm対戦車砲がドイツ国防軍のIII号戦車やIV号戦車にかろうじて対抗可能であったという状況から、赤軍は1942年に改良型の45mm対戦車砲であるM-42対戦車砲を開発した。
基本構造はこれまでの53-K対戦車砲と同一であるが、初速（760m/sから870m/sへ）向上のために装薬を増量し砲身が延長され、重量増加を抑えるために防盾が薄くなっている。大量生産のための簡素化も行われている。1943年には部隊配備が開始されたが、ドイツ軍の新型戦車であるパンター中戦車やティーガー重戦車の正面装甲を撃ち抜くことはできなかったため、待ち伏せでIV号戦車やパンターの側面を狙うようになり、榴弾や散弾を発射しての対人戦闘に従事することも多かった。
終戦後の1945年中ごろには生産が終了した。

## スペック
- 口径：45mm
- 全長：4.885m
- 全高：1.3m
- 全幅：m
- 重量：625kg（射撃時）/1,250kg（牽引時）
- 砲身長：3.087m（68.6口径）
- 仰俯角：-8°~+25°
- 左右旋回角：60°
- 運用要員：6名
- 発射速度：15~20発/分（最大）
- 射程：4,550m（標準榴弾）
- 貫通力（距離500mで垂直に着弾）
  - AP：61mm
- 生産期間：1942年~1945年
- 生産総数：10,843門